# Coronalert
Coronalert est une application mobile de suivi des contacts utilisée en Belgique dans le cadre de la pandémie de Covid-19. Elle est distribuée par Sciensano, l'institut national de la santé en Belgique.

## Historique et développement
L'application Coronalert a été développée par les entreprises belges DevSide et Ixor sous la direction d'Axel Legay et Bart Preneel. Elle est fortement basée sur l'application allemande Corona-Warn-App (de) dont elle reprend aussi le design.
Après plusieurs semaines de test, elle a été rendue disponible au public le 7 octobre 2020.
Une fonctionnalité permettant de recevoir le résultat d'un test de dépistage Covid directement dans l'application a été ajoutée le 19 novembre 2020.
L'interopérabilité avec la passerelle européenne d'interconnexion a été activée le 6 janvier 2021.

## Fonctionnement
Coronalert utilise la technologie Exposure Notification développée conjointement par Google et Apple pour être intégrée dans leurs systèmes d'exploitation respectifs, Android et iOS. Celle-ci est inspirée des protocoles décentralisés DP3-T et TCN, et se base sur les signaux à courte portée Bluetooth à basse consommation (BLE) pour identifier les autres appareils à proximité sur lesquels la technologie est installée et activée.
Lorsqu'une personne utilisant l'application est testée positive au Covid-19, un code anonyme permet aux autres utilisateurs de l'application qu'elle aurait croisés d'en être notifiés, ce qui pourrait être le signe d'une exposition prolongée au virus.

## Interopérabilité
Grâce à sa base Corona-Warn-App, Coronalert est directement compatible avec la plateforme mise en place par la Commission européenne via la passerelle européenne d'interconnexion (European Federation Gateway Service). Elle est donc utilisable depuis le 6 janvier 2021 dans tous les autres pays connectés avec cette plateforme et peut échanger des données avec les applications similaires de ces pays.
Au 6 janvier 2021, cette liste s'étendait aux applications de l'Allemagne, des Pays-Bas, de l’Espagne, de l’Irlande, de l’Italie, du Danemark, de la Lettonie, de la Croatie, de la Pologne et de Chypre. Au total, les applications de 20 pays peuvent être interopérables.
L'application française TousAntiCovid utilise un protocole centralisé est n'est donc pas compatible avec cette plateforme.

## Analyse et critiques
L'application souffre des mêmes problèmes d'efficacité que les autres applications de suivi des contacts, à savoir la possibilité de faux positifs et le manque d'efficacité si l'application n'est utilisée que par une petite fraction de la population. Elle a été téléchargée 2,4 millions de fois, soit environ 20% de la population belge. Elle était inutilisable pour la plupart des téléphones ayant plus de 5 ans, mais à partir de la version 1.6.0, elle est compatible avec les iPhone 6 (2014).
Grâce à son mode de développement ouvert, il est possible de vérifier qu'elle ne pose pas de problèmes importants en matière de sécurité et de vie privée.